# Liberga
Liberga – wieś w Słowenii, w gminie Šmartno pri Litiji. W 2018 roku liczyła 63 mieszkańców.